# 近藤奈津枝
近藤 奈津枝（こんどう なつえ、1966年〈昭和41年〉1月13日 - ）は、日本の元海上自衛官。最終階級は海将（海軍中将に相当）。海上自衛隊史上初の女性将官（医官を除く）。
陸上自衛隊・海上自衛隊・航空自衛隊を通じ、将（中将に相当）に昇任した初の女性自衛官。

## 経歴
山口県岩国市出身。1988年（昭和63年）3月に山口大学を卒業し、中学校の臨時採用教員（国語）となった（山口大学卒業前に教員採用試験を受験したが、不採用）。
自衛官募集のパンフレットを市役所で見たのをきっかけに自衛官を志し、1989年（平成元年）3月、海上自衛隊に入隊。娘が苦労することを懸念する母親の猛反対を押し切っての決断であった。
自衛官に転じた時の心境を「教員は臨時でしたが、海上自衛隊の方は正職員であったこともあり、『自分が必要とされている』と強く実感しました。」と語っている。
艦艇乗組を志望したものの当時は女性が艦艇乗組をできる環境がなく、経理・補給職域に進んだ。
2016年（平成28年）12月、海上自衛隊史上、医官を除いた女性として初めて海将補（少将相当）に昇任すると同時に、統合幕僚監部の幹部職（首席後方補給官）にも女性として初めて就任した。さらに海上自衛隊の幕僚長職（大湊地方総監部幕僚長）に女性として初めて就任し、海上自衛隊第4術科学校長、海上自衛隊幹部候補生学校長を歴任した。
2023年（令和5年）12月22日付の人事で女性海上自衛官として初めて海将（中将相当）に昇任し、大湊地方総監（海上自衛隊の地方総監は、帝国海軍の鎮守府司令長官〈親補職〉に相当する）に就任した。その後、大湊地方隊の改組（横須賀地方隊との統合により、横須賀地方隊 大湊地区隊として再編）に伴い、2025年（令和7年）3月24日付で、初代大湊地区総監に就任、同年8月1日に退官した。

## 年譜
- 1988年（昭和63年）3月：山口大学人文学部語学文学科[6]を卒業[1][2][7][6]
- 1989年（平成元年）3月：海上自衛隊に入隊[1]
- 2010年（平成22年）1月1日：1等海佐に昇任[14]
- 2011年（平成23年）4月1日：海上自衛隊艦船補給処管理部長[15]
- 2012年（平成24年）8月1日：海上幕僚監部総務部経理課主計班長[16]
- 2013年（平成25年）
  - 4月1日：海上幕僚監部総務部経理課経理調整官 兼 経理班長 兼 主計班長[17]
  - 12月24日：佐世保地方総監部経理部長[18]
- 2015年（平成27年）9月1日：海上幕僚監部人事教育部厚生課長[19]
- 2016年（平成28年）12月22日：海将補に昇任。統合幕僚監部首席後方補給官[20]
- 2018年（平成30年）12月20日：大湊地方総監部幕僚長[21]
- 2020年（令和02年）12月22日：防衛装備庁総括装備調達官[22]
- 2021年（令和03年）12月22日：海上自衛隊第4術科学校長[23]
- 2022年（令和04年）12月23日：海上自衛隊幹部候補生学校長[24]
- 2023年（令和05年）12月22日：海将に昇任し、第51代（末代） 大湊地方総監に就任[3][4]
- 2025年（令和07年）
  - 3月24日：初代大湊地区総監に就任[11][25]。
  - 8月1日：退官[12]。